# Eugénie Foa

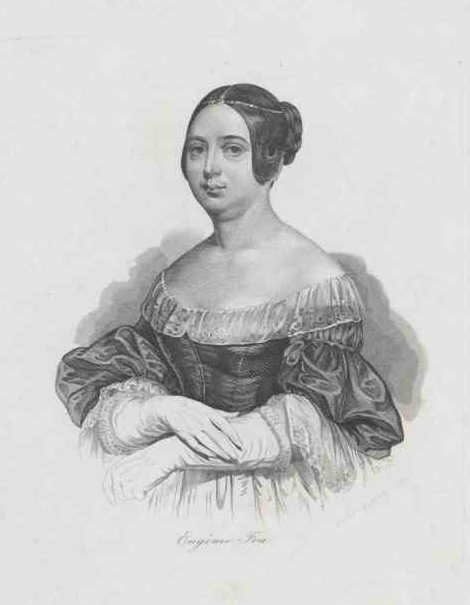
Eugénie Foa

Eugénie Foa (geb. 12. Juni 1796 in Bordeaux; gest. 3. Mai 1852 in Paris) (geboren als Esther-Eugénie Rodrigues-Henriques) war eine französische Schriftstellerin, die unter dem Namen ihres Mannes schrieb, aber zeitweise das Pseudonym Miss Maria Fitz-Clarence und Edmond de Fontanes benutzte. Foa war die erste Jüdin, die von ihrer schriftstellerischen Tätigkeit leben konnte. Sie ist hauptsächlich für ihre Kinderbücher bekannt.

## Leben
Foa war die Tochter eines Bankiers, Alexander Isaac Rodrigues-Henriques, Leiter der Bank Les Fils d’A. Rodrigues. Ihre Mutter, Esther Gradis, stammte aus einer Familie von Reedern aus Bordeaux, die mit den französischen Kolonien Handel trieben. Eugénie Foa war eine sephardische Jüdin portugiesischer Abstammung. Ihr Vater, Isaac Rodríguez Henríquez, war der Leiter der Familienbank und Mitglied des Großen Sanhedrins. Ihre Mutter, Esther Gradis, war die Tochter von David Gradis, einem Philanthropen und Kaufmann, dessen Unternehmen, David Gradis et fils, auf Rüstungsgüter und den Kolonialhandel (vor allem in Westindien und Kanada) spezialisiert war. Beide Eltern gehörten der jüdischen Gemeinde von Bordeaux an. Die Familie zog in den 1810er Jahren nach Paris.
1814 heiratete Eugénie den 21-jährigen Kaufmann Joseph Foa aus Genua. Aber die Ehe war unglücklich und von kurzer Dauer. Dennoch gingen aus der Ehe sechs Kinder hervor. Nachdem ihr gewalttätiger Ehemann sie verlassen hatte, zog Eugénie zurück in ihr Elternhaus in der Pariser Rue Monthalon, wo sie bis zum Tod ihres Vaters im Jahr 1834 lebte.
Um 1842 erblindete Eugénie Foa. Sie starb am 3. Mai 1852 „in tiefstem Elend“ und wurde am 5. Mai in Paris beigesetzt.

## Familie
Foas Familie hinterließ wichtige Spuren in der französischen Kultur des 19. Jahrhunderts. Ihre Schwester war Hanna Léonie Rodrigues Henriquès (1820–1884), eine bekannte Bildhauerin, die 1842 in Paris den Komponisten Jacques-Fromenthal Halévy (1799–1862) heiratete; deren Tochter war Geneviève Halévy Bizet Strauss (1849–1926), die berühmte Salonnière. Eugénies Bruder Jacob Hippolyte arbeitete in der Bank der Familie, schrieb aber auch zahlreiche belletristische Werke und Abhandlungen über die Stellung des Judentums in der modernen Welt. Sie ist eine Cousine des Mathematikers Olinde Rodrigues.

## Schriftstellerische Karriere
Ihre ersten Romane waren von der romantischen Ästhetik der damaligen Zeit geprägt und stellten meist eine Heldin in den Mittelpunkt, die nach Unabhängigkeit strebte. Sie räumen der jüdischen Kultur einen wichtigen Platz ein und bringen sie der katholischen Leserschaft der Zeit näher. Dafür stehen Werke wie Le Kidouschim (1830), Philippe (1831), Rachel ou L’Héritage (1833) und La Juive: Histoire du temps de la Régence (1835).
Doch erst mit ihren Kinderbüchern – einem damals wenig beachteten Genre, das sie förderte – gelang ihr ein wirklicher Erfolg.
Mehrere ihre Kinderbücher wurden auch ins Englische übersetzt. Foa ist höchstwahrscheinlich die ursprüngliche Autorin der Geschichte über den Helden von Haarlem, die über eine englische Übersetzung in die niederländische Folklore eingegangen ist. Sie schrieb auch Romane und Kurzgeschichten im romantischen Stil, der zu ihrer Zeit in Mode war. Den größten Erfolg hatte sie mit dem Buch Le Petit Robinson de Paris, ou le triomphe de l’industrie. Dieses Buch wurde in Frankreich mindestens sechsmal nachgedruckt. Die Übersetzung ins Englische wurde auch in den Vereinigten Staaten mehrfach nachgedruckt. Darüber hinaus sind mindestens zwei Übertragungen ins Deutsche nachweisbar.
Die Kinderbücher waren didaktisch angelegt und betonten bürgerliche Tugenden wie Nächstenliebe, Fleiß und religiöse Toleranz. Sie schrieb auch Geschichten, in denen sie sich für die Rechte und Tugenden von unterdrückten Menschen wie Sklaven, Frauen und Blinden sowie von Kindern einsetzte. Die meisten ihrer Kindergeschichten basieren auf fiktiven oder realen Kindheitserlebnissen berühmter Persönlichkeiten, darunter französische Staatsführer (z. B. Napoleon) und Heilige (z. B. St. Genevieve und St. Vincent de Paul).
Im Jahr 1838 gehörte sie zu den Gründungsmitgliedern der Société des Gens de Lettres, einer Vereinigung, der bei ihrer Gründung nur zehn Frauen angehörten. Sie war auch Mitglied der Académie des femmes, eines 1843 gegründeten Kollektivs, das sich ebenfalls dem Schutz von Künstlern und ihren Urheberrechten verschrieben hatte, allerdings mit einem stärkeren Interesse an der Wahrung der Interessen von Schriftstellerinnen.
Auch engagierte sie sich in der feministischen Bewegung. So war sie 1848 zusammen mit Eugénie Niboyet an der Gründung der Zeitschrift La Voix des femmes (Die Stimme der Frauen) beteiligt und schrieb für La Chronique de Paris. Mit ihrer lebhaften Fantasie und ihrer ansteckenden Sensibilität arbeitete sie mit und beteiligte sich an der Gründung neuer Kinderzeitungen wie Le Journal des Demoiselles, La Gazette de la jeunesse und Le Journal des enfants, der ersten Zeitschrift, die sich speziell an junge Leserinnen und Leser richtete. Sie schrieb darin unter ihrem Pseudonym Edmond de Fontanes. 1841 brach sie mit ihrer Familie und konvertierte zum Katholizismus, woraufhin sie eine Serie über das Leben der Heiligen schrieb. Sie schrieb Romane und Zeitungsartikel zu einer Vielzahl von Themen, darunter Geschichten über Juden, aber auch über Mode, Literatur und historische Figuren aller Art. Am bekanntesten aber ist sie für ihre Kinderbücher.

## Vermächtnis
“Like her protagonists’, Foa’s life and work can be seen as a struggle for equality and recognition in a world full of obstacles for women, especially women writers, and for Jews.  The success she did achieve, in spite of these obstacles, is impressive and paved the way for the women authors of later generations who would seek recognition and support equal to that of their male counterparts.  Although her writings have been largely forgotten, her lively style and intricate plots make for interesting reading; they are also invaluable sources for understanding the place of women and Jews in nineteenth-century France.”

„Das Leben und das Werk von Foa können als ein Kampf um Gleichberechtigung und Anerkennung betrachtet werden, wobei insbesondere die Hindernisse für Frauen, insbesondere für Schriftstellerinnen, und für Juden von Relevanz sind. Der Erfolg, den sie trotz dieser Hindernisse erzielte, ist bemerkenswert und ebnete den Weg für nachfolgende Schriftstellerinnen-Generationen, die sich um die gleiche Anerkennung und Unterstützung bemühten wie ihre männlichen Kollegen. Obwohl ihre Schriften größtenteils in Vergessenheit geraten sind, sind ihr lebendiger Stil und ihre verschlungenen Handlungsstränge eine interessante Lektüre. Zudem stellen sie unschätzbare Quellen für das Verständnis der Stellung von Frauen und Juden im Frankreich des 19. Jahrhunderts dar.“

## Veröffentlichungen
- Le Kidouschim ou L’Anneau nuptial des Hébreux, 4 Bände, A. Boelland, 1830.
- Philippe, Levasseur, 1831.
- Les Blancs et les Bleus, Ch. Vimont, 1832.
- La Laide, Ch. Vimont, 1832.
- La Fiancée de l’exilé, Ch. Vimont, 1833.
- Rachel ou L’Héritage, Henri Dupuy, 1833.
- La Femme à la mode, Delongchamps, 1834.
- La Juive, histoire du temps de la Régence, 2 Bände, Arthus Bertrand, 1835.
  - deutsche Übersetzung: Die Jüdin. Geschichte aus den Zeiten der Regentschaft. Weber, Leipzig 1835.[13]
- Mémoires d’un polichinelle, Magnin, Blanchard et Cie, 1837.
  - deutsche Übersetzung von A. Cosmar: Schicksale eines Polichinell. Für die deutsche Jugend bearbeitet von A. Cosmar. Morin, Berlin 1840.[14]
- Six histoires de jeunes filles, L. Janet, 1837,
  - Enthält "Mlle Cazotte", "Les sorcières aux trois Islets ou Josephine Tascher de la Pagerie", "Mlle de Lajolais ou La Courageuse enfant", "Les Petits gâteaux ou Sœur Marthe la paysanne de Thoraine", "Les Orphelins de Saint-Gratien ou Fanchette Brulard", "Elisa Mercoeur ou La Petite institutrice".
  - deutsche Übersetzung von H. A. Löwe: Sechs Geschichten junger Mädchen aus der neuern Zeit. Hinrichs, Leipzig 1843.[15]
- Contes à ma sœur Léonie, L. Janet, 1838.
- Les Petits marins, recueil, L. Janet, 1838.
  - Enthält "Christophe Colomb", "L’orphelin de Saint-Malo", "L’enfant abandonné dans une île déserte", "Le mousse", "Michel Ruyter".
- Contes historiques pour la jeunesse, Desforges, 1838.
  - Enthält "Jean-Jacques Rousseau", "Sainte Victoire", "Jacques Cook", "Les élèves d’Ecouen", "Antoine Galland", "Wolfgang Mozart", "Les Deux sœurs d’Écouen", "Marie Leczinska", "Marietta Tintorella"
- Mémoires d’une jeune fille devenue grande, L. Janet, 1840.
- Le Petit Robinson de Paris ou Le Triomphe de l’industrie, Ebrard, 1840.
  - deutsche Übersetzung von C .M.: Der kleine Robinson von Paris oder Der Lohn des Fleißes und der Tugend. Carl Haas'sche Buchhandlung, Wien 1845.[16]
  - weitere deutsche Übersetzung von L .H.: Der kleine Robinson von Paris oder der Triumph der Arbeitsamkeit. Rud. Lechner's k. k. Universitäts-BuchhandlungCarl Haas'sche Buchhandlung, Wien 1860.[17]
- Le Petit Robinson des bois, 1840.
- Le Vieux Paris, contes historiques, L. Janet, 1840.
  - Enthält "Le Clos de Lias", "Gizelle la sage", "La Disgraciée", "La Fille du sorcier".
- Ludwig Van Beethoven, ou le Petit maître de chapelle, Aubert et Cie, 1841.
- La Paysanne de Domrémy, ou Jeanne d’Arc, Aubert et Cie, 1841.
- Le Petit Général des chiens du chenil de Louis XV, Aubert et Cie, 1841.
- Le Petit Pasteur du Ban de La Roche, Aubert et Cie, 1841.
- Le Petit Pâtissier, ou Claude Gelée dit le Lorrain, Aubert et Cie, 1841.
- La Petite Maman, ou Marie de Rabutin Chantal, Aubert et Cie, 1841.
- Les Saintes, chez l’auteur, 1841.
- Les Soirées du dimanche, Challamel, 1841.
- Batilde ou La Petite esclave, chez l’auteur, 1842.
- L’Enfant mystérieux ou Mlle de Lussan, chez l’auteur, 1842.
- Les Petits peintres, L. Janet, 1842.
  - Enthält "Michel-Ange Buonarotti ou Le Petit bucheron", "Le Cortège ou Le Petit bucheron", "Sébastien Gomès ou Le Mulâtre de Murillo", "David Tennier ou Le Joueur de cornemuse", "Barthélemi Estéban Murillo ou Le Petit faiseur de bannières", "Antoine Watteau ou Le Petit couvreur".
- Le Livre de la jeunesse, contes historiques, 1843.
  - Enthält "Sainte-Victoire", "Saint-Médard", "Elie de Bourdeille", "Valentin Duval", "Mme Leprince de Beaumont", "Mme de Genlis", "L’abbé de L’Épée", "Berquin".
- Simples histoires, suivies de La Petite créole, ou Mlle d’Aubigné, chez l’auteur, 1843.
- Les Frères captifs, ou Deux d’Orléans, chez l’auteur, 1843.
- Le Magasin des enfants par madame Leprince de Beaumont, revu et augmenté de nouveaux contes de madame Eugénie Foa, avec des illustrations de Th. Guérin, Charles Warée, 1843.
- La Barbe d’or, de Vigny, 1843.
- Alexandrine, 2 Bände, Passard, 1845.
- Billette ou La Fille du juif Jonathas, nouvelle, 1845.
- Le Juvénile-Keepsake, chez l’auteur, 1845.
  - Enthält "Le tableau mystérieux", "Marbouka".
- La Madone, suivie du Tuteur, Paul Mellier, 1845.
- Le Petit Eclusier, 1848, Grundlage für die Geschichte von Der Held von Haarlem, erschien später in Hans Brinker oder Die silbernen Schlittschuhe von Mary Mapes Dodge.
- Les Soirées du vieux château, Belin-Leprieur et Morizot, 1848.
- Bibliothèque historique de la jeunesse, Desforges, 1850.
  - Enthält "Régine", "Jean-Baptiste Colbert", "Naufrage de mademoiselle Bourk", "Jean-Baptiste Lulli", "Grizel Raleigh ou Les Deux Warrants de mort", "Virginie Ghesquière", "Madame Elizabeth ou Le Cadeau du jour de l’an", "Turenne".
- Les Orphelins du presbytère, Desforges, 1850.
- La Marquise de Ferrandière, Le Livre des feuilletons, 1851.
- Œuvres complètes. Le Livre de la jeunesse, chez l’auteur, 1851–1852.
- Nouveaux contes historiques, Librairie pittoresque, 1852.
- L’Automate de Vaucanson
- Le Chapeau du noyé
- Le Chien de lord Byron
- Les Contes de ma bonne. Le Castel du diable
- Les Contes de ma bonne. Les Cinq infortunes des sabots de Ramouniche
- Les Deux Amis
- Enfance et jeunesse d’hommes illustres
- Les Enfants d’Édouard
- Les Enfants du fermier
- La Famille du vieux soldat
- La Fille du gondolier, suivie de Jean l’Oiseleur
- Mémoires de Croquemitaine
- Une métamorphose
- Mademoiselle de Rambouillet
- Les Nouveaux Robinsons, aventures extraordinaires de deux enfants qui cherchent leur mère
- Courage et résignation, contes historiques enthält Vercingétorix, Grisel Raleigh, Mademoiselle de La Fayette, Oberlin, Marie de Beaurepaire, Deux princes d’Orléans, Madame Campan
- Héroïsme et Candeur, contes historiques
- Grandeur et Adversité, enfance de femmes célèbres, contes historiques dédiés à la jeunesse, enthält Clotilde de France, Bertrade, Madame de Maintenon, Mademoiselle de Penthièvre, Mademoiselle Du Bourk, Joséphine, Pauline de Tourzel, la reine Hortense
- La Dernière des Penthièvre. Le Comte de Dijon. Contes historiques pour la jeunesse
- Contes variés, histoire et fantaisie, Enthält Les Enfants de la vallée d’Argelès, Angélique Kaufmann, Virginie Chesquière, Suzanne Centlivre, Jacques Laffitte
- Les Enfants illustres, contes historiques enthält Jeanne d’Arc, Guttenberg, Gustave Wasa, Sixte-Quint, Rubens, Gassendi, Catherine I., Mozart
- Persévérance et renommée, contes historiques
- Le Petit Éclusier (1848)
- Le Petit Poète
- Le Petit Riotteux

Petite mosaïque historique: enthält vrais dédiés au jeune âge (unter dem Pseudonym Maria Fitz Clarens), Paris, Éd. A. Bédelet, coll.
- Les Petits Artistes peintres et musiciens, contes historiques dédiés à la jeunesse, enthält Guido, Marietta Tintorella, Van Dyck, Callot, Salvator Rosa, Sébastien Gomès, J.B. Lulli, Boieldieu
- Les Petits Guerriers, contes historiques pour la jeunesse enthält Turenne, Jean Bart, Dugay-Trouin, Hoche, Kléber, Napoléon, le général Foy
- Les Petits Musiciens
- Les Petits Poëtes et littérateurs, contes historiques dédiés à la jeunesse, enthält Le Roi René, Christine de Pisan, Clément Marot, Madame de Sévigné, Fénelon, Daniel de Foe, Bernardin de Saint-Pierre, Madame de Staël
- Petits Princes et petites princesses, contes historiques dédiés à la jeunesse, enthält Marguerite de Provence, Madame Isabelle de France, Anne de Bretagne, Louise de Lorraine, Louis XIV enfant, Marie Leczinska, Madame Louise de France, le Petit roi captif
- Les Petits Savants, contes historiques dédiés à la jeunesse enthält Cujas, Montesquieu, Pothier, Franklin, Vaucanson, Jacquard, Dupuytren
- La Présence d'esprit
- Récits du grand-papa. Les Deux cousins
- Le Schelling marqué, ou l'Enfance du capitaine Cook
- Sept histoires de petites filles
- Sept histoires de petits garçons
- La Sœur du joueur
- Travail et Célébrité, contes historiques dédiés à la jeunesse enthält Colbert, Galland, Cornil, Barth, Métastase, Sedaine, Favart, J.J. Rousseau, le capitaine Cook
- Trois vocations célèbres
- Vertus et Talents, modèles des jeunes filles, contes historiques Enthält Olga, grande-duchesse de Russie, Mademoiselle de Marillac, Mademoiselle de Lussan, Madame Cottin, Madame Élisabeth, Madame Campan, Marie d'Orléans, la reine Victoria, lithographies de Jean-Adolphe Bocquin.
- Les Vocations, ou les Élus des beaux-arts, contes historiques